# Coulon
Coulon ist eine französische Gemeinde mit 2.275 Einwohnern (Stand: 1. Januar 2022) im Département Deux-Sèvres in der Region Nouvelle-Aquitaine. Sie gehört zum Arrondissement Niort und zum Kanton Frontenay-Rohan-Rohan.

## Geographie
Coulon liegt in der Landschaft Venise Verte am Nordufer der Sèvre Niortaise. Das Gemeindegebiet gehört zum Regionalen Naturpark Marais Poitevin, hier befindet sich auch die Parkverwaltung. Umgeben wird Coulon von den Nachbargemeinden Benet im Norden und Westen, Saint-Rémy im Nordosten, Niort im Osten, Magné im Südosten, Sansais im Süden sowie Le Vanneau-Irleau im Südwesten.

## Geschichte
Der Ort wird als Colunus im Jahr 869 erstmals erwähnt. Allerdings haben archäologische Grabungen bereits Reste aus der Bronzezeit, ein gallorömischen und ein merowingisches Grab und Reste einer neolithischen Siedlung hervorgebracht.

### Bevölkerungsentwicklung
| 1962 | 1968 | 1975 | 1982 | 1990 | 1999 | 2006 | 2018 |
| ---- | ---- | ---- | ---- | ---- | ---- | ---- | ---- |
| 1408 | 1461 | 1975 | 1660 | 1870 | 2074 | 2238 | 2262 |

## Sehenswürdigkeiten
- Megalith
- Kirche Sainte-Trinité, ursprünglich 830 von Mönchen aus Charroux begründet, im 15. Jahrhundert restauriert, 1569 zerstört, im 19. Jahrhundert erneut aufgebaut, Monument historique seit 1929
- Maison du Marais poitevin, heutiges Museum
- Kais am Sèvre Niortaise

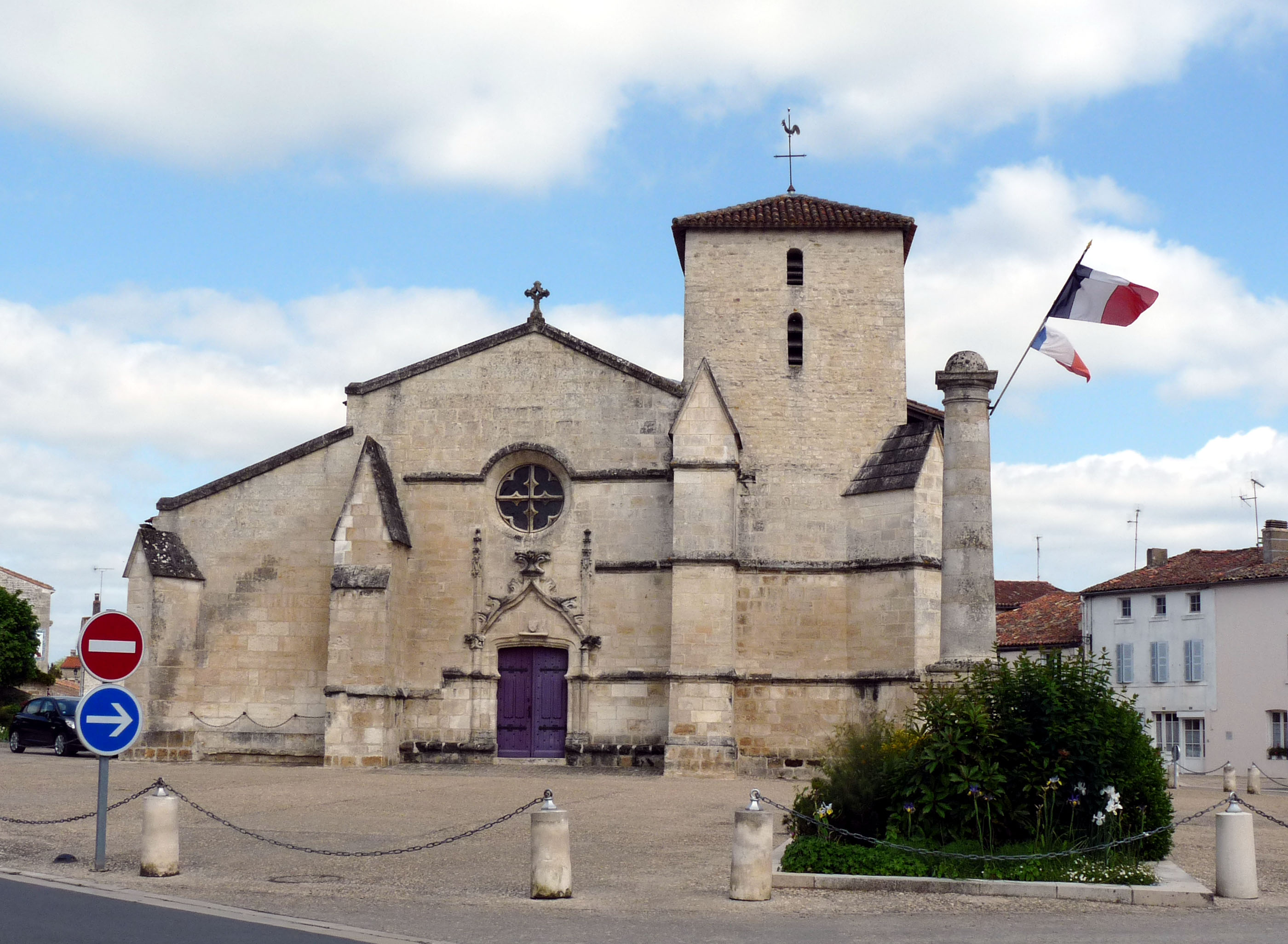
Kirche Sainte-Trinité
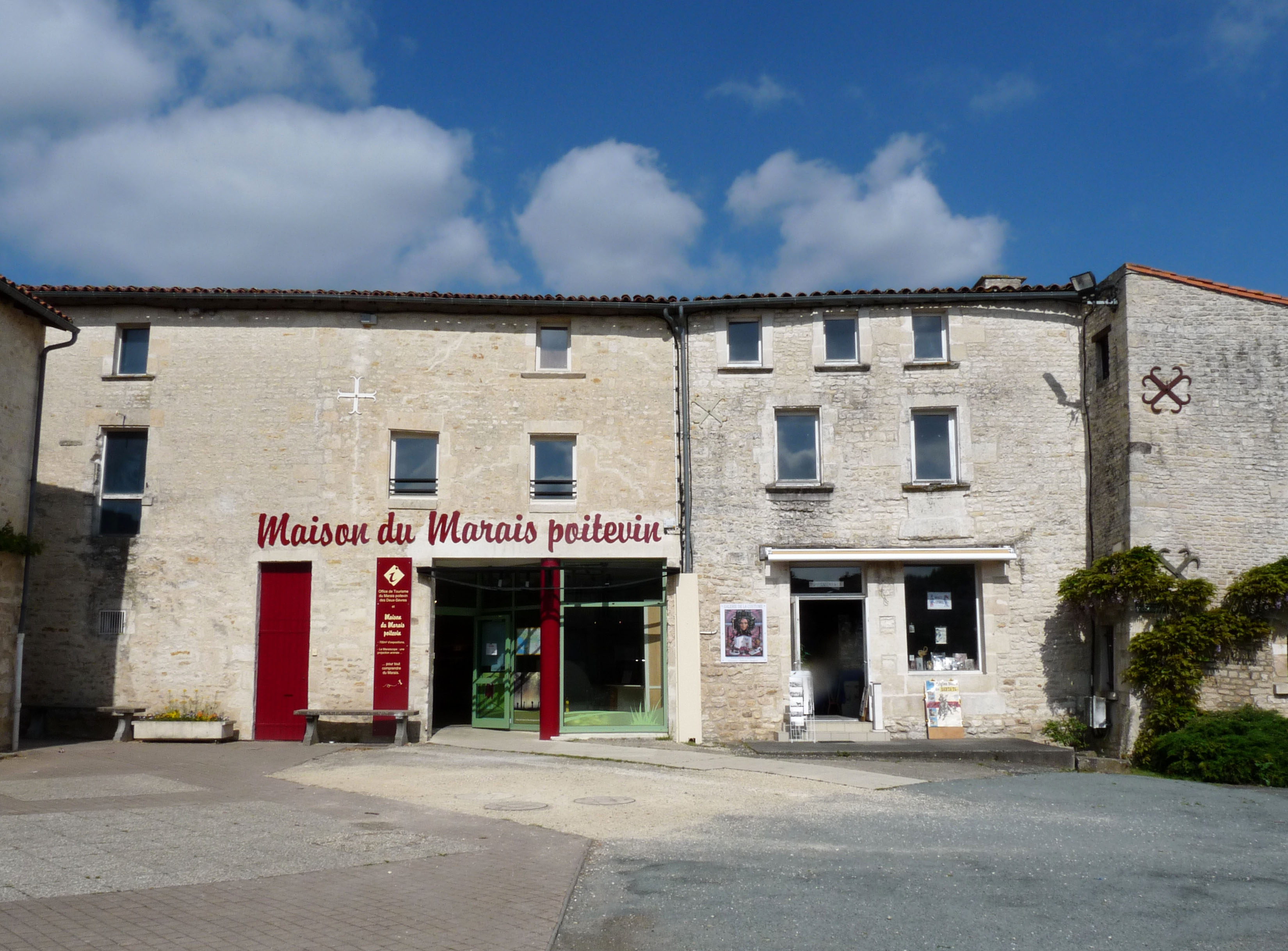
Maison du Marais poitevin